# 増韞
増韞（ぞううん、繁体字: 增韞; 簡体字: 增韫; 拼音: Zēngyùn; ウェード式: Ceng-yün）は、清末・満州国の政治家。字は子固。モンゴル人。蒙古鑲黄旗の人。

## 事績

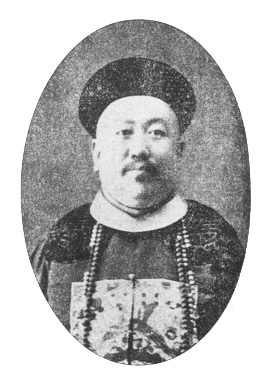
清末に撮影

清の附生（府・州・県で採用された生員）。光緒23年（1897年）に安東県知県、光緒24年（1898年）に承徳県知県と歴任し、光緒25年（1899年）には新民府知府へ昇進した。知府時代は清廉公正な官吏として名声を博し、当時馬賊だった張作霖の招撫に功績があった。更に女性の社会地位向上にも取り組み、纏足を禁止し、女子師範学校を創設したりしている。また剛毅な性格でも知られ、西太后（慈禧）に仕える駕籠かきが良家の子女を襲う事件が起きた際には、増韞は即断で駕籠かきを処刑、その後西太后に上奏した。理があったため、西太后は増韞の罪を問えなかった。
光緒31年（1905年）以降、増韞は奉天府尹、湖北按察使、直隷按察使、浙江巡撫を歴任している。浙江巡撫時代は、民衆からの訴願を自ら審理し、その公正さから「白包公」と評された。また、革命派の秋瑾が処刑されると、彼女の遺骸を杭州西湖湖畔に埋葬し、後に清朝が墓を取り壊そうと図った際にはそれを阻止している。しかし辛亥革命に際しては、宣統3年（1911年）11月3日に浙江省咨議会が反清独立を求めてきたのに対し増韞はこれを拒否し、翌日には革命派の軍により捕縛されてしまった。まもなく釈放され、北方へ戻っている。
満州国建国後の大同2年（1933年）2月12日、増韞は参議府参議に任命された。康徳4年（1937年）5月7日、参議府参議を退任し、宮内府顧問官に移っている。満州国滅亡後の民国35年（1946年）に死去。享年87。

## 注
1. ↑  王ほか主編（1996）、1732頁による。丹東市図書館によれば1869年生まれ。
2. 1 2 3 4  王ほか主編（1996）、1732頁。
3. 1 2 3  丹東市図書館。
4. ↑  郭主編（1990）、1768頁。
5. ↑  「満州国内閣改造きょう発表、六大官勇退」『東京朝日新聞』1937年5月8日夕刊。